# Antigonaria arenaria
Antigonaria arenaria — єдиний вид роду Antigonaria родини Antigonariidae, що належить до двобічно-симетричних тварин класу Ацели.
Мешкають зокрема в Північному морі в піску.